# ジョルジョ・ヴァザーリ
ジョルジョ・ヴァザーリ（Giorgio Vasari, 1511年7月30日 - 1574年6月27日）は、イタリアのマニエリスム期の画家、建築家。ミケランジェロの弟子。

## 生涯
イタリアのアレッツォ生まれ。1529年、ローマを訪れ、ラファエロらの作品に学ぶ。のちにメディチ家のトスカーナ大公コジモ1世（1519年-1574年）お抱えの芸術家となった。現在は美術館になっているウフィッツィ宮殿も手掛けている。
ミケランジェロを中心にルネサンス期の芸術家の評伝を書き、これは美術史の基本資料になっている。『画家・彫刻家・建築家列伝』は1550年に出版され、チマブーエからミケランジェロまで芸術家133人の作品と生涯を記している（1568年の第二版では30人を追加）。この中で「再生」 (rinascita) という用語を用いており、ヴァザーリが中世とは異なるルネサンスの時代を強く意識していたことが示されている。また、1563年には美術アカデミー、アカデミア・デッレ・アルティ・デル・ディゼーニョを創立する。1572年からフィレンツェ大聖堂ドーム天井に『最後の審判』のフレスコ画を描くが、1574年逝去（天井画は1579年に完成）。

## 絵画

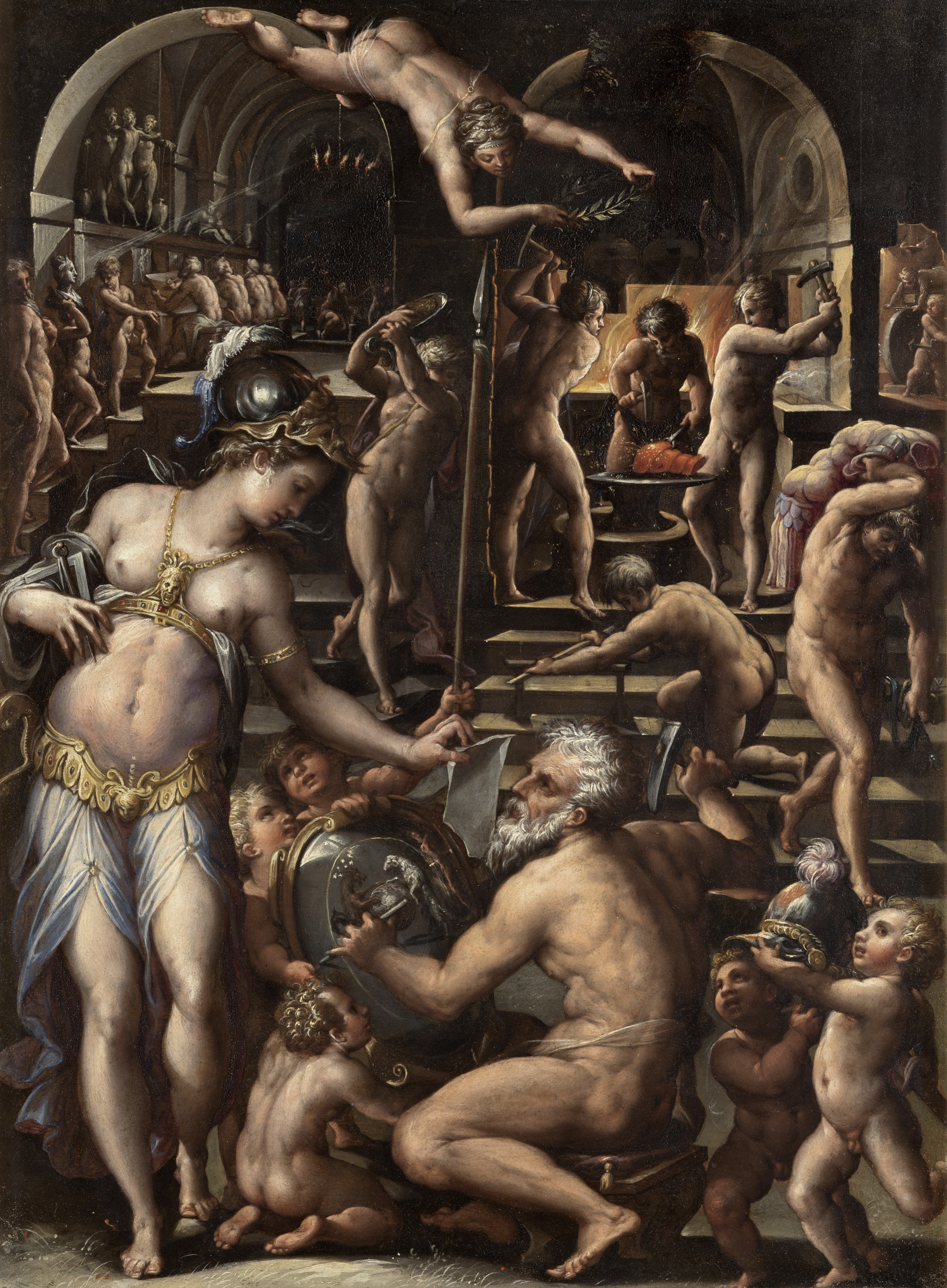
『ウルカヌスの鍛冶場』（1564年頃）
ウフィツィ美術館蔵 (フィレンツェ)

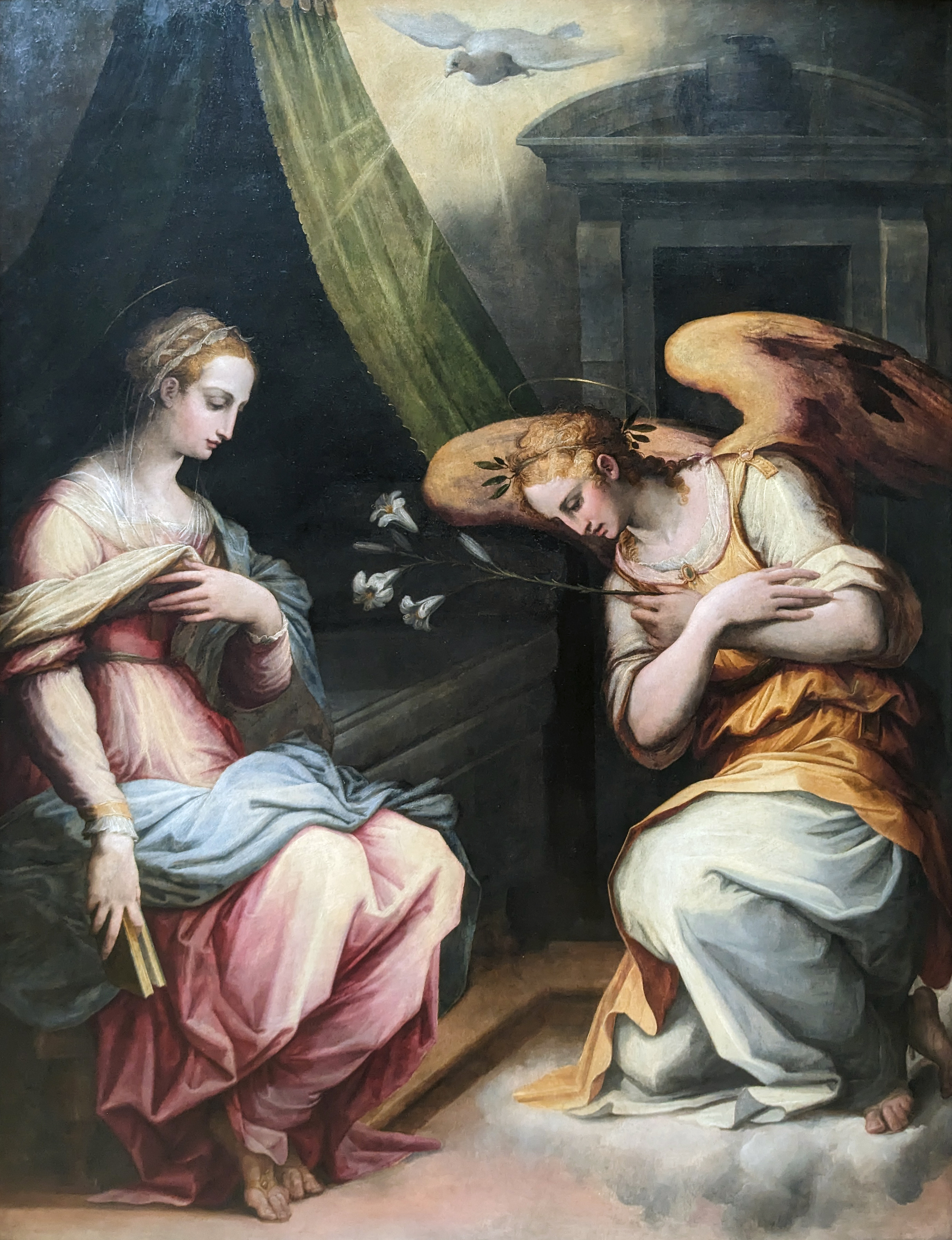
『受胎告知』（1565年頃）
ルーヴル美術館蔵 (パリ)

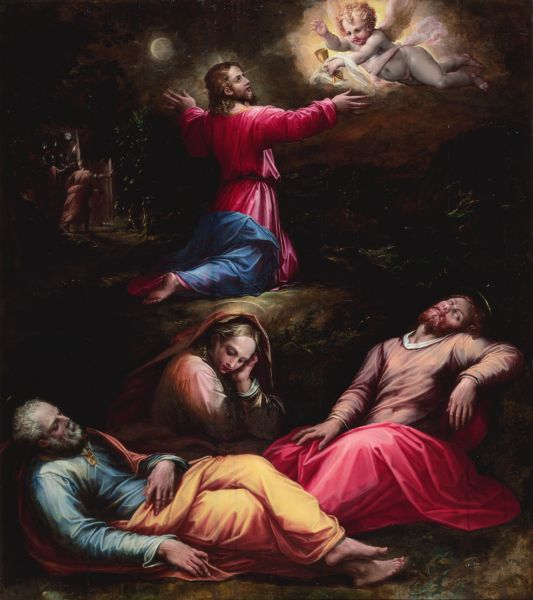
『ゲツセマネの祈り』（1570年頃）
国立西洋美術館蔵 (東京)

- 『ロレンツォ・イル・マニーフィコの肖像』（ウフィツィ美術館蔵）
- 『ゲツセマネの祈り』（国立西洋美術館蔵）
- 『ウルカヌスの鍛冶場』（ウフィツィ美術館蔵）
- 市庁舎（ヴェッキオ宮殿）壁画「シエナ攻防戦」等

レオナルド・ダ・ヴィンチの未完成の壁画「アンギアーリの戦い」と、ミケランジェロの未完成の壁画「カッシナの戦い」の上に描いたとされている。
- ストゥディオーロ（ヴェッキオ宮殿内の小書斎）壁画
- フィレンツェ大聖堂ドーム天井画「最後の審判」

## 建築
- ウフィッツィ宮殿（1560-）
- ヴァザーリの回廊（英語版）（ウフィッツィ美術館とピッティ宮殿を結ぶ回廊）
- フィレンツェ官庁舎（現ウフィツィ美術館）[4]

## 著作
- 『画家・彫刻家・建築家列伝 Le vite de' piu eccelenti pittori, scultori e architettori 』

日本語訳 - 白水社は、主要な作家のみの抜粋版
- 『ルネサンス画人伝』各・白水社（1982年）- 平川祐弘・小谷年司・田中英道訳
  - 『続 ルネサンス画人伝』（1995年）- 平川祐弘・仙北谷茅戸・小谷年司訳
  - 『ルネサンス彫刻家建築家列伝』、森田義之監訳（1989年）、各・新装版2009年
    - 『芸術家列伝』白水Uブックス 全3冊（2011年）- 新書判で、著名な画家・計17名を収録
- 全訳版『美術家列伝』（全6巻）中央公論美術出版、2014年 - 2022年

森田義之・越川倫明・甲斐教行・宮下規久朗・高梨光正監修

### 伝記研究
- ラウル・コルティ『ヴァザーリ』 岡田温司訳、京都書院〈カンティーニ美術叢書5〉、1995年
- ロラン・ル・モレ『ジョルジョ・ヴァザーリ－メディチ家の演出者』 平川祐弘・平川恵子共訳、白水社、2003年
- 『ルネサンスの演出家 ヴァザーリ』 野口昌夫編、稲川直樹・石川清・桑木野幸司・赤松加寿江、白水社、2011年。序文樺山紘一
- イングリッド・ローランド／ノア・チャーニー『「芸術」をつくった男』 北沢あかね訳、柏書房、2018年
- 古川萌『ジョルジョ・ヴァザーリと美術家の顕彰　16世紀後半フィレンツェにおける記憶のパトロネージ』 中央公論新社、2019年

### その他
- 『ヴァザーリの芸術論　「芸術家列伝」における技法論と美学』平凡社、1980年

晩年の林達夫指導による、辻茂・若桑みどりほか「ヴァザーリ研究会」での最初期の抜粋編訳註・研究
- 『ボッティチェリとリッピ　イラストで読むジョルジョ・ヴァザーリの「芸術家列伝」』
- 『ミケランジェロとヴァザーリ　イラストで読む「芸術家列伝」』

古山浩一・イラスト、古玉かりほ編・解説、柾谷美奈訳、芸術新聞社、2014-15年
- ヤマザキマリ『リ・アルティジャーニ　ルネサンス画家職人伝』新潮社「とんぼの本」、2022年